# Контрактова площа, 2-Б
Кам'яниця Грецького Катерининського монастиря — колишній прибутковий будинок, який разом із дзвіницею зруйнованої комуністами церкви святої Катерини, складав комплекс Грецького Катерининського монастиря на Контрактовій площі, 2-Б.
За визначенням дослідників, будівля — одна з найкращих київських споруд зламу XIX-ХХ сторіч.
1999 року за реставрацію комплекса головних архітекторів та інженерів-будівельників відзначили Державною премією у галузі архітектури.

## Історія

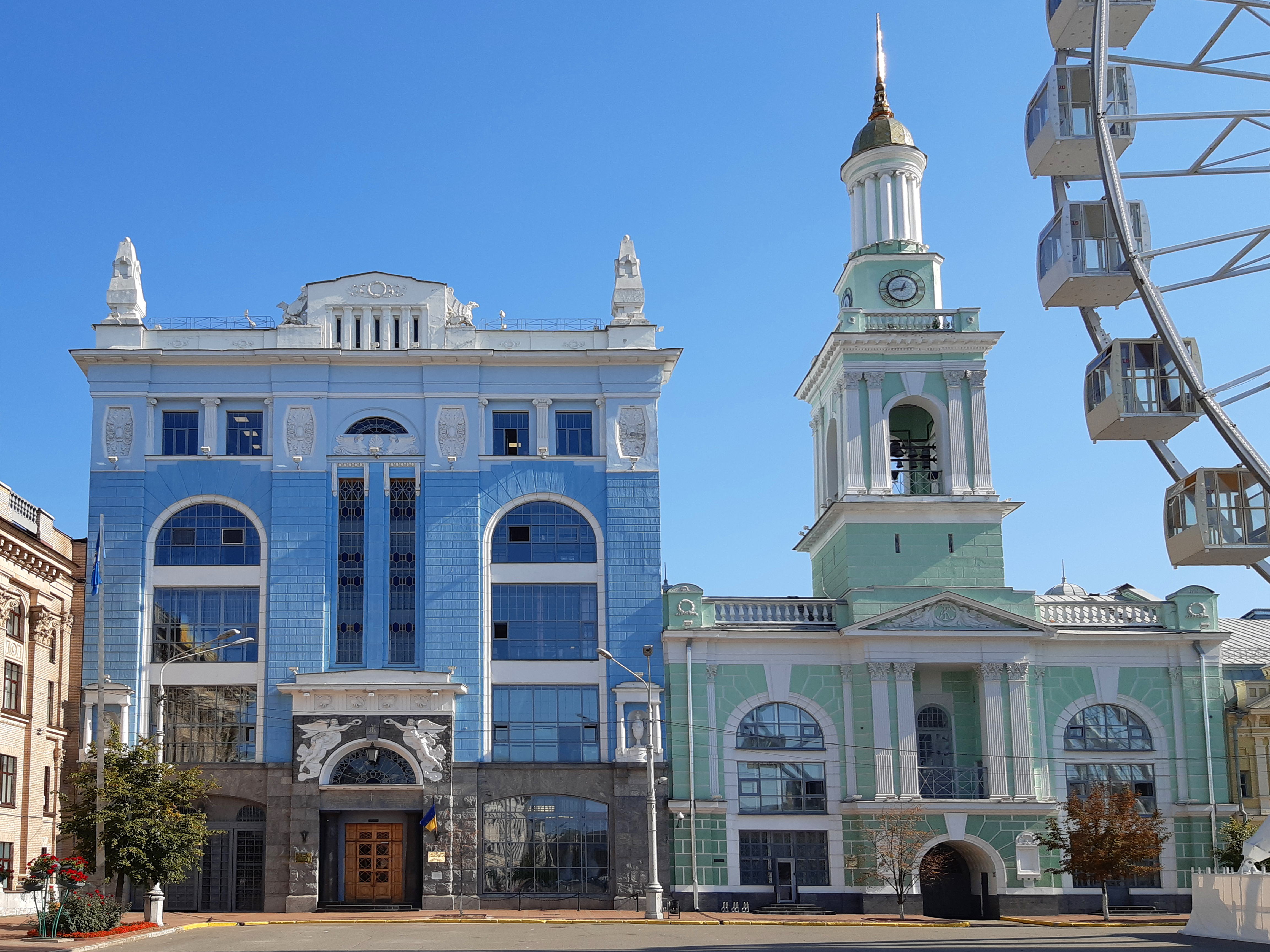
Дзвіниця Катерининської церкви (справа) і прибутковий будинок

Будівлю зведено у 1912—1913 роках на замовлення Греко-Синайського монастиря за проєктом Володимира Ейснера для здачі в оренду під контори, банки, промислові виставки і склади.
1926 року в будинку розмістили музей промислової продукції. 1929 року приміщення передали Державному науково-дослідному інституту економіки, техніки й раціоналізації торгівлі.
Згодом будинок орендували Київський експериментальний завод харчових машин та інші установи.
Деякий час приміщення займали Театр естради й літературно-музичний театр «Діалоги».

## Реставрація 1994—1995

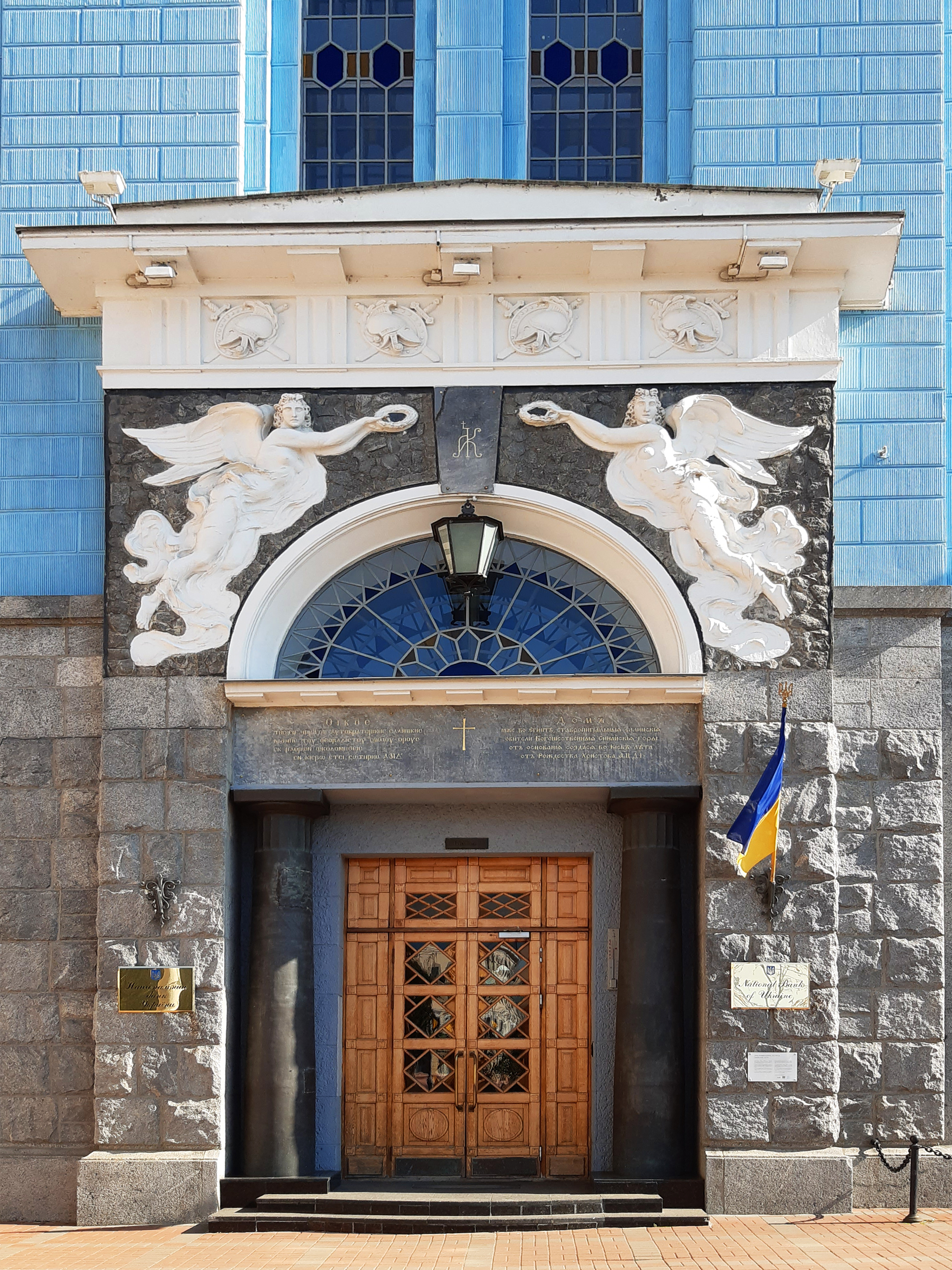
Відновлений портал

У 1994—1995 роках за проєктами архітекторів Юрія Дмитревича і Миколи Стеценка провели реставрацію комплексу колишнього Катерининського монастиря на замовлення управління НБУ. У ході реконструкції замінили міжповерхові перекриття, дах, вікна, двері, інженерні комунікації. Відновили декор будівлі. Водночас реставратори вирішили відмовитися від оригінального сірого тону фасадів. Натомість колишній прибутковий будинок пофарбували у яскраво блакитний колір, а дзвіницю — у зелений. 
Постановою Кабінету міністрів України від 5 липня 1995 року будівлі передали комунальному господарству Києва для потреб управління Національного банку України по Києву та Київській області.
Проведені реставраційні роботи визнали вдалими. 1999 року за реставрацію і перепрофілювання комплексу колишнього монастиря під потреби банківської установи архітекторів Юрія Дмитревича, Миколу Стеценка та інженерів-будівельників Анатолія Антонюка і Володимира Марюхіна нагородили Державною премією у галузі архітектури.

## Архітектура
Будинок — цегляний, п'ятиповерховий, із підвалом і бічним проїздом на подвір'я. Споруда, близька до Т-подібної форми, затиснена ділянкою забудови й сусідньою Катерининською церквою.
Володимир Ейснер вдало поєднав реалізацію можливостей нових будівельних матеріалів таких, як великі прогони бетонних перекриттів, широке стрічкове вертикальне засклення, зі стилем модерну і стилізованих форм ампірної архітектури.
Головний фасад й інтер'єр вестибюля оформлені доричним ордером із «трофеями» в метопах. Портал оздоблено симетричними фігурами Слави. Тинькований фасад на рівні другого поверху прикрашений декоративними портиками з вазами, аттик — грифонами й обелісками. Цоколь облицювали тесаним гранітом.
У будинку було центральне опалення, електричне освітлення, вантажні й пасажирські ліфти.
Точно знайдена масштабність, виразність композиції фасаду, опрацьованість архітектурних деталей, скульптурне й декоративне оздоблення виділяє пам'ятку у забудові просторої площі.

## Галерея

Деталі оздоблення
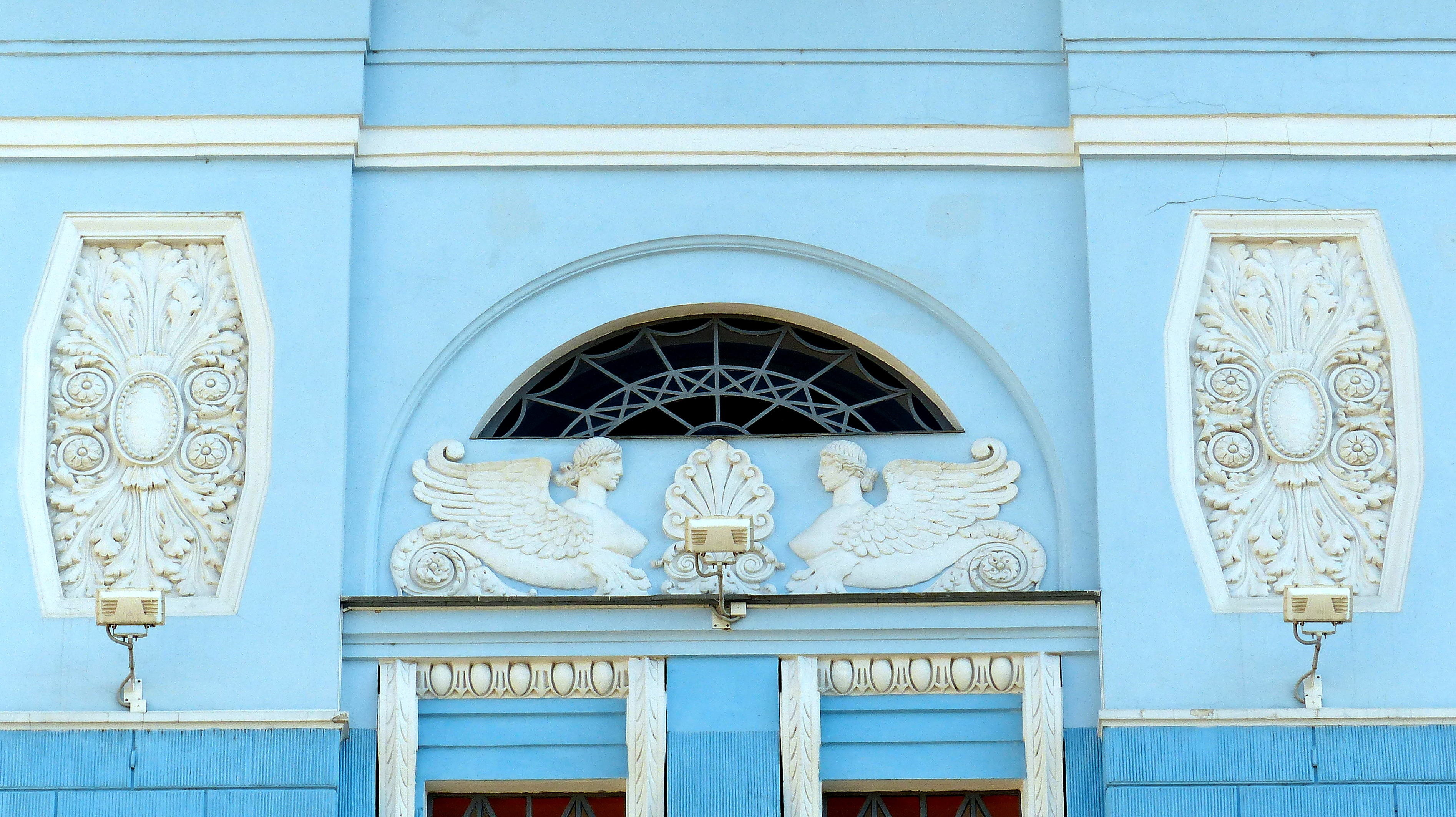
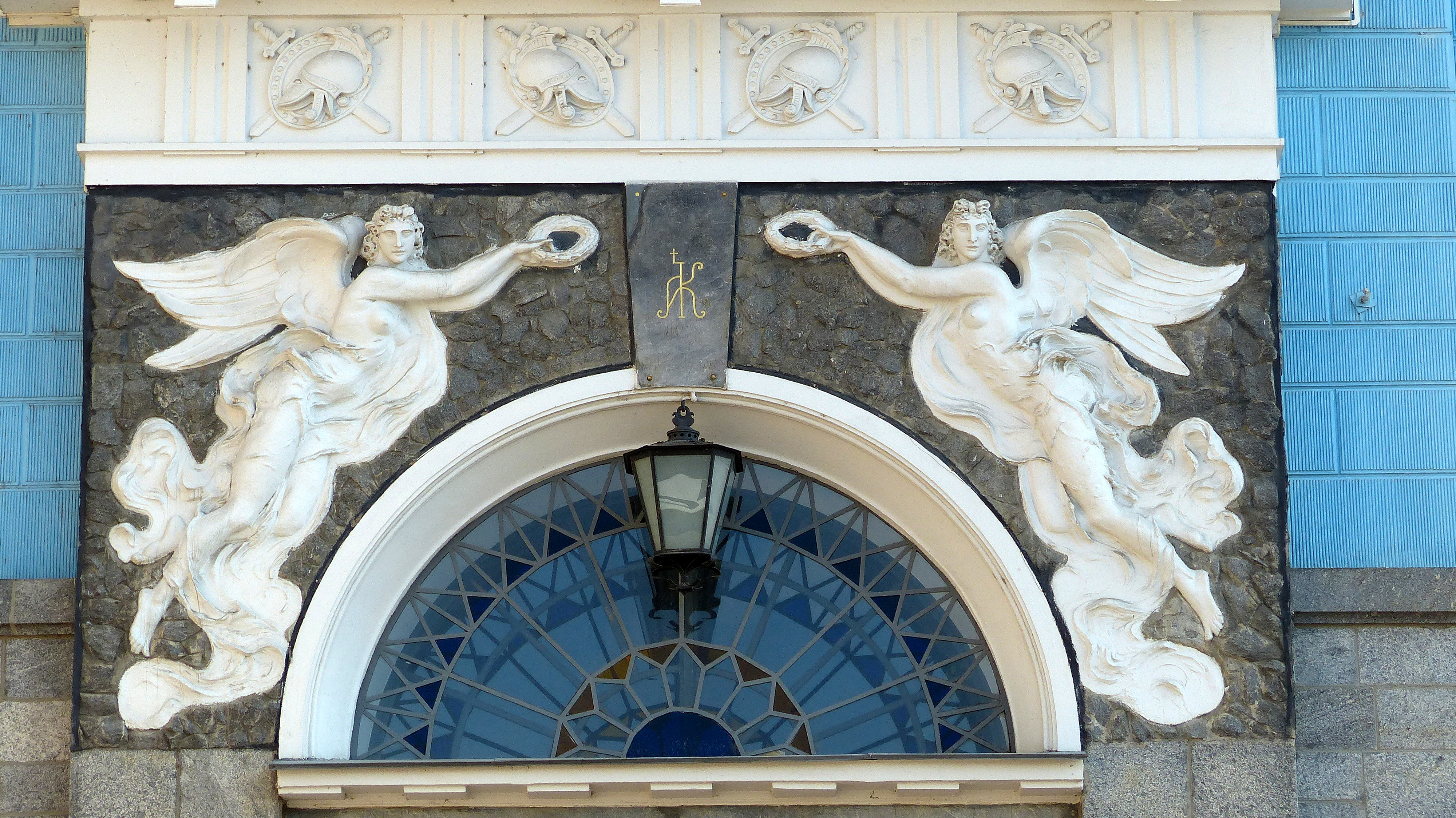